# Maroskáptalan
Maroskáptalan (Cǎptǎlan), település Romániában, Erdélyben, Fehér megyében.

## Fekvése
A Maros mellett, Marosújvártól keletre, Maroskoppánd, és Marosnagylak közt fekvő település.

## Története
Maroskáptalan Árpád-kori település. Nevét már 1285-ben említette oklevél Iuankathelke (Ivánkatelke) néven.
1286-ban Iowanka teluke, 1291-ben Ivankatelke, 1857-ben Nagylak, Kaptalan, 1733-ban Kaptalan, 1760-ban Maros Káptalan, 1808-ban Káptalan, 1913-ban Maroskáptalan néven írták.
1292ig Ivánkatelke egy örökös nélkül elhalt emberé volt. A birtokot IV. Béla király a Kökényesrénold nemzetségbeli Imre mesternek adta, aki azt Koppánddal együtt az erdélyi káptalannak adta. 1286-ban adományát megújította és az adományozott részt elválasztotta testvére, Mykud bán részétől.
1291-ben Csúcsi Mokon fiai Miklós és Lukács a birtokot magának követelte, de később az alvajda előtt lemondott róla a káptalan javára.
1587-ben nevét Nagylak Káptalan formában említették.
1910-ben 597 lakosából 82 magyar, 515 román volt. Ebből 512 görögkatolikus, 60 református, 8 unitáriánus, 8 izraelita volt.
A trianoni békeszerződés előtt Alsó-Fehér vármegye Marosújvári járásához tartozott.